# Bell 214
Bell 214 to średniej wielkości śmigłowiec firmy Bell Helicopter Textron, wywodzący się konstrukcyjnie z rodziny śmigłowców zapoczątkowanej przez Bell UH-1 Iroquois (znanego również pod nieoficjalną nazwą „Huey”). Oblatany w Arlington, USA, w październiku 1970 roku. W wersji pasażerskiej zdolny do przewozu 14 pasażerów + 2 członków załogi. Bell 214ST stanowi jego większą i mocno zmodyfikowaną, dwusilnikową wersję rozwojową, mogącą transportować 18 osób + 2 członków załogi.

## Historia
Model 214 opracowywano w firmie Bell pod nazwą „Huey Plus”. Prototyp bazował na konstrukcji śmigłowca Bell 205, którego kadłub powiększono i wzmocniono, wyposażając w silnik turbowałowy Lycoming T53-L-703, o mocy 1900 KM. Później zastosowano silnik o mocy 2930 KM.
Pierwsza prezentacja egzemplarza demonstracyjnego odbyła się i została oceniona podczas wspólnych manewrów amerykańskich z siłami zbrojnymi Iranu. Pozytywny wynik zadecydował o podpisaniu 22 grudnia 1972 umowy wartości 500 mln USD (ok. 3,24 mld USD w 2021) na dostawę 287 sztuk maszyn. Miały one zostać wyprodukowane w zakładach Bella w Fort Worth. Kolejne 50 sztuk wersji 214A oraz 350 sztuk wersji 214ST planowano zbudować na licencji już w irańskiej fabryce w Isfahan. Ostatecznie dostarczono 296 egzemplarzy w wersji 214A oraz 39 w wersji 214C, a wybuch Rewolucji islamskiej w grudniu 1978, ostatecznie pokrzyżował plany produkcji 400 maszyn.
Bell 214 – podobny wielkością i sylwetką do Bell 205 i Bell 212 – wyposażono w pojedynczy, mocniejszy silnik Lycoming LTC4B-8, o mocy 2930 KM / 2185 kW oraz zmodyfikowany wirnik, w którym zredukowano poziom wytwarzanego hałasu, zwiększono siłę nośną i poprawiono charakterystykę, co umożliwiło uzyskanie większych prędkości lotu (dla porównania: Bell UH-1 Iroquois – 204 km/h, Bell 214: 260 km/h). Maszynę można zidentyfikować m.in. po dużym, pojedynczym kanale wylotowym spalin oraz szerszych łopatach bez drążka stabilizującego.
Bell proponował również wersję cywilną Bell 214B „BigLifter”. Otrzymała ona certyfikat typu (dopuszczenie do lotów) FAA 27 stycznia 1976. Model 214B produkowano do 1981 roku. Napędzał go silnik Lycoming-T5508D, o mocy 2930 KM (2183 kW), wersja ta różniła się od wersji 214A posiadaniem dodatkowego okna w przesuwnych drzwiach przedziału pasażersko-ładunkowego, systemem gaśniczym silnika, zdublowanymi niezależnymi układami hydrauliki i nową awioniką.
BigLifter był wyposażony w zaawansowany układ zmiany skoku łopat wirnika z elastomerowymi łożyskami, automatyczny system kontroli lotu ze wspomaganiem stabilizacji i komercyjną awioniką.

### Rekordy
29 kwietnia 1975 roku, 3 dni po dostarczeniu pierwszych produkcyjnych egzemplarzy, wersja 214A (nr seryjny c/n 27004), pilotowana przez majora-generała Manouchehra Khosrowdada ustanowiła pięć nowych rekordów w swojej klasie (FAI Class E-1e). Śmigłowiec osiągnął maksymalną wysokość 9070 m, utrzymał przez 30 sekund wysokość lotu 9010 m, wzniósł się na wys. 3000 m w ciągu 1 min. 58 sek.; na wys. 6000 m w ciągu 5 min. 13.2 sek. i na wys. 9000 m w ciągu 15 min 05 sek.

## Wersje
- Bell 214 Huey Plus – prototyp odbył pierwszy lot w 1970 roku; napęd: jeden silnik Lycoming-T53-L-702, o mocy 1415 kW (1900 KM).
- Bell 214A / C Isfahan – 299 sztuk wersji 214A oraz 39 sztuk wersji 214C z zewnętrzną wyciągarką oraz wyposażeniem poszukiwawczo-ratunkowym, wyprodukowano po roku 1972 dla armii irańskiej;
- Bell 214B BigLifter – cywilna odmiana 214A; wyprodukowano około 70 sztuk;
- Bell 214B-1 – wersja modelu 214B; o maksymalnej masie ograniczonej do 5670 kg;
- Bell 214ST – wersja z dwoma silnikami, opracowana pierwotnie z myślą o produkcji w Iranie, sprzedawana później do celów cywilnych; ST oznaczało początkowo Stretched Twin (ang. dosł. “wydłużony bliźniak”), później Super Transport. Oblot wykonano w lutym 1977 roku. wyprodukowano 100 sztuk, z czego 48 wyeksportowano do Iraku.